# Fortunata
Fortunata é um filme de drama italiano de 2017 dirigido e escrito por Sergio Castellitto e Margaret Mazzantini. Protagonizado por Jasmine Trinca, estreou no Festival de Cannes 2017, no qual competiu para Un certain regard.

## Elenco
- Jasmine Trinca
- Hanna Schygulla
- Stefano Accorsi
- Alessandro Borghi